# Thesea rubra
Thesea rubra is een zachte koraalsoort uit de familie Plexauridae. De koraalsoort komt uit het geslacht Thesea. De wetenschappelijke naam van de soort werd in 1936 gepubliceerd door Elisabeth Deichmann.